# Li He
Li He (* 21. Februar 2001) ist eine chinesische Leichtathletin, die sich auf den Sprint spezialisiert hat.

## Sportliche Laufbahn
Erste internationale Erfahrungen sammelte Li He im Jahr 2022, als sie mit der chinesischen 4-mal-100-Meter-Staffel bei den Weltmeisterschaften in Eugene mit 42,93 s im Vorlauf ausschied. Im Jahr verhalf kam sie dem Team bei den World University Games in Chengdu zum Finaleinzug und trug somit zum Gewinn der Goldmedaille bei.
2023 wurde Li chinesische Meisterin in der 4-mal-100-Meter-Staffel.

## Persönliche Bestzeiten
- 100 Meter: 11,43 s (+1,8 m/s), 2. April 2022 in Wuhan
  - 60 Meter (Halle): 7,32 s, 12. März 2021 in Chengdu
- 200 Meter: 23,42 s (−0,6 m/s), 17. August 2019 in Taiyuan